# Kuddkrig

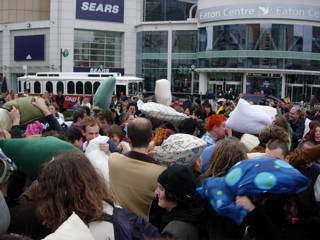
En flash mob, där man har kuddkrig i Toronto.

Kuddkrig är ett slagsmål med kuddar. Kuddkrig kan förekomma bland barn och vuxna. Två eller flera kombattanter slår på motståndarna med en eller flera kuddar vardera. 
Leken saknar mål och är alltså inte en tävling.
En variant av kuddkrig med tävlingsmoment går ut på att sitta på en stock (eller liknande) som är fäst vågrätt en bit ovan marken. Uppgiften för deltagarna är att slå på motståndare med en kudde så att denne/dessa faller av stocken. Denna lek kallas på Gotland för Herre pa stang (Herre på stång) och har vissa kopplingar till leken Herre på täppan.
Ordet kuddkrig är belagt i svenskan sedan 1931.
År 2022 hölls det första världsmästerskapet i kuddkrig, Pillow Fighting Championship, som ägde rum i Florida i USA. Deltagarna i herr- och damklass stod i en boxningsring och hade en kudde var.